# Mallakastër
Mallakastër, in italiano talvolta Malacastra, è un comune albanese situato nella prefettura di Fier.
Il comune è stato istituito in occasione della riforma amministrativa del 2015, unendo i comuni di Aranitas, Ballsh, Fratar, Greshicë, Hekal, Kutë, Ngraçan, Qendër e Selitë.